# 違う惑星の変な恋人
『違う惑星の変な恋人』（ちがうわくせいのへんなこいびと）は、2024年1月26日に公開された日本映画。監督は木村聡志、主演は莉子。
ああ言えばこう言う面倒な5人の男女の恋心が絡み合う恋愛群像劇が描かれる。
2023年に開催された第36回東京国際映画祭で「アジアの未来」部門出品としてワールド・プレミア上映がされた。

## あらすじ
むっちゃんとグリコは同じ美容院で働いており、音楽の趣味が合うことが分かって以来、何でも話し合える親友となっている。
そんなある日、2人はシンガーソングライター ・ナカヤマシューコのライブに一緒に行くことになる。グリコは会場で知り合いのベンジーと偶然に再会するが、むっちゃんがベンジーに一目惚れしてしまう。
一方、グリコは元彼のモーからよりを戻したいと迫られており、むっちゃんはそんなモーとグリコの仲を取り持つ代わりに、モーとグリコに協力してもらい、ベンジーと恋仲になろうとする。
だが、ベンジーはナカヤマシューコと付き合っており、久しぶりに再会したグリコに惹かれていた。グリコもむっちゃんへの罪悪感を感じながらもベンジーに惹かれていってしまう。
このように、5人の恋愛関係は複雑に絡み合ってしまい、この恋の行方を整理するために,
サッカーワールドカップ・カタールW杯の⽇本戦が始まる頃、5人全員が一堂に会することになる。

## キャスト
むっちゃん
演 - 莉子
美容室で働く女性。グリコと一緒に行ったライブで出会ったベンジーに一目惚れする。
グリコ
演 - 筧美和子
むっちゃんとは美容室の同僚で親友。ライブで昔の知り合いのベンジーと再会する。
ベンジー
演 - 中島歩
グリコの知り合いの男性。ナカヤマシューコと付き合っている。久々に会ったグリコにも惹かれる。
モー
演 - 綱啓永
グリコの元彼。いまだにグリコには未練がある。
ナカヤマシューコ
演 - みらん
シンガーソングライター。
柱谷
演 - 村田凪
モーのボフレ。
井原
演 - 金野美穂
モーのボフレ。
澤
演 - 坂ノ上茜
喫茶店員。

## スタッフ
- 監督・脚本 - 木村聡志
- 製作 - 藤本款、直井卓俊、久保和明、玉井雄大、柳崎芳夫、前信介、水戸部晃[6]
- プロデューサー - 原口陽平、秋山智則、久保和明[6]
- 企画 - 直井卓俊[6]
- 音楽 - 渡辺雄司[6]
- 主題歌 - みらん「恋をして」（felicity/P-VINE RECORDS）[7]
- 劇中歌 - みらん「もっとふたり」（felicity/P-VINE RECORDS）[8]
- キャスティング - 直井卓俊
- 撮影 - 山田笑子
- 照明 - 山田峻佑
- 録音 - 古茂田耕吉
- 美術 - 小泉剛
- スタイリスト - 小宮山芽以
- ヘアメイク - 進士あゆみ
- ラインプロデューサー - 浅木大、篠田知典[6]
- 助監督 - 江口嵩大[6]
- 宣伝美術 - 寺澤圭太郎
- 宣伝協力 - ユメキラメク[9]
- 制作プロダクション - レオーネ[6]
- 配給 - SPOTTED PRODUCTIONS[6]
- 製作 -「違う惑星の変な恋人」製作委員会[6]